# Avianca-Flug 410
Am 17. März 1988 wurde eine Boeing 727-100 auf dem Avianca-Flug 410 (Flugnummer: AV410), gegen den Berg El Espartillo 40 Kilometer nordwestlich von Cúcuta geflogen. Mit der Maschine der Fluggesellschaft Avianca sollte ein Inlands-Linienflug vom Flughafen Cúcuta zum Flughafen Cartagena durchgeführt werden. Dabei kamen alle 143 Insassen ums Leben.
Bis zum Unfall auf dem American-Airlines-Flug 965 handelte es sich um den schwersten Flugunfall in Kolumbien. Nach dem Unfall auf dem Flug 011 ist es der opferreichste Zwischenfall der Avianca.

## Flugzeug und Insassen
Die Boeing 727-21 (Kennzeichen: HK-1716, c/n: 18999, s/n: 240) hatte ihren Erstflug am 8. März 1966 absolviert und war acht Tage darauf an Pan American World Airways ausgeliefert worden. Avianca übernahm das Flugzeug am 20. September 1974 und behielt es bis zum Unfall. Die Maschine war zum Zeitpunkt des Unfalls 22 Jahre alt.
Auf dem Inlandsflug am 17. März 1988 befanden sich 136 Passagiere an Bord der Maschine. Die Besatzung bestand aus den zwei Piloten, einem Flugingenieur und vier Flugbegleitern. Einer der Passagiere war ein weiterer Pilot der Avianca, er flog im Cockpit mit.

## Flugverlauf
Ursprünglich war ein anderes Flugzeug für den Flug vorgesehen, das jedoch nicht zur Verfügung stand. Aus diesem Grund wurde HK-1716 für den Flug eingeteilt, die Maschine musste jedoch erst eingeflogen werden. Die Maschine landete um 12:28 in Cúcuta. Um 13:06 bat der Kapitän um Startfreigabe, wurde von der Flugsicherung jedoch aufgrund landender Maschinen angewiesen, zehn Minuten zu warten. Die Piloten unterhielten sich anschließend darüber, dass sie schon sehr spät dran seien und dass sie vermeiden wollten, dass sich der Flug noch weiter verspätet. Sie beantragten bei der Flugsicherung einen unmittelbaren Steigflug auf Reiseflughöhe unter Sichtflugbedingungen, der um 13:08 genehmigt wurde. Um 13:13 Uhr Ortszeit erhielt die Boeing 727 die Startfreigabe. Zu diesem Zeitpunkt hatte der Flug zwei Stunden und 30 Minuten Verspätung. Nach dem Start fand keine Kommunikation mehr mit dem Fluglotsen statt. Der Erste Offizier steuerte die Maschine, während der Kapitän ihn instruierte.
Um 13:18 Uhr streifte die Maschine mehrere Bäume und flog auf 1993 Metern Höhe frontal gegen den Berg El Espartillo. Die 136 Passagiere und sieben Besatzungsmitglieder waren sofort tot.

## Bergung
Unmittelbar nach dem Absturz wurde eine Rettungsaktion gestartet, die Rettungsmannschaft konnte die Unfallstelle in großer Höhe wegen des Nachteinbruchs und der schlechten Sicht jedoch zunächst nicht erreichen. Anwohner stellten den Helfern Taschenlampen zur Verfügung und führten sie in die Nähe des Berggipfels, wo sich das Wrack befand. Tags darauf wurden die Körper der Insassen nach Cúcuta gebracht, wo sie durch deren Angehörige identifiziert wurden.

## Unfallursache
Augenzeugen berichteten, sie hätten die Maschine vor dem Absturz ungewöhnlich tief fliegen gesehen. Aufschluss über die Unfallursache gab die Auswertung des Stimmenrekorders. Es konnte festgestellt werden, dass die Besatzung erregt über die Verspätung gewesen war und sich beeilte, die Verspätung zu verringern.
Da in der ersten Flugphase eine Rechtskurve vorgesehen war, um die nahen Berge zu umfliegen, die Maschine jedoch eine starke Linkskurve flog, folgerten die Ermittler, dass die Besatzung bewusst eine nicht genehmigte Route geflogen war, um Zeit zu sparen. Insbesondere die letzte Äußerung des Kapitäns auf der Aufnahme – „In jedem Fall nach rechts abdrehen“ – wurde als Indiz dafür gewertet. Weiterhin war es zu einem schlechten Crew Resource Management im Cockpit gekommen. Während der Kapitän der Besatzung Anweisungen erteilte, wurden er und der Erste Offizier wiederholt von dem extrem geschwätzigen zusätzlichen Piloten abgelenkt, der als Passagier in der Maschine mitflog.